# Варијано (Удине)
Варијано је насеље у Италији у округу Удине, региону Фурланија-Јулијска крајина.
Према процени из 2011. у насељу је живело 902 становника. Насеље се налази на надморској висини од 85 м.